# Kathleen Newton
Kathleen "Kate" Newton (née Kelly ; 1854–1882) est la muse irlandaise de l'artiste James Tissot.

## Biographie

### Jeunesse
Kathleen Irene Ashburnham "Kate" Kelly est une descendante d'une famille irlandaise émigrée à Agra et Lahore en Inde. Son père, Charles Frederick Ashburnham Kelly, officier irlandais, était employé à la Compagnie britannique des Indes orientales à Lahore puis gouverneur de l'île anglo-normande d'Aurigny; sa mère, Flora Boyd, était elle aussi irlandaise. Kate avait des frères et sœurs : Frederick W.D. and Mary Pauline. Kate épouse Isaac Newton, un chirurgien mais divorce peu après. Elle a rencontré en effet le capitaine Palliser, dont elle a une fille, Muriel Violet Mary Newton, née dans le Yorkshire, le 20 décembre 1871. Elle s'installe chez sa sœur mariée, Mary Hervey

### Vie avec Tissot
James Tissot quitte Paris pour Londres en 1871, change son nom de Jacques Joseph en James et s'installe à St John's Wood. Vers 1876, Tissot s'éprend de cette femme dont l'identité reste secrète pendant cinquante ans. Elle sera longtemps appelée "la mystérieuse". En mars 1876, Kathleen Newton donne naissance à un fils, Cecil George Newton Ashburnham. Kate et son fils s'installent chez Tissot au #17 Grove End Road. Cette année-là, elle apparaît pour la première fois dans le tableau A Passing Storm, et dans une gravure Ramsgate.
Après 1876, Tissot évoque la vie domestique dans ses toiles. Kate a 23 ans en 1877, quand elle pose pour "Mavourneen". Sa relation hors mariage, l'empêche en effet de continuer à accueillir chez lui une clientèle aisée, soucieuse des mœurs. Il peint alors souvent Kathleen et les enfants.
Celle que Tissot appelait "ravissante Irlandaise" contracte la tuberculose et meurt en novembre 1882. Elle est enterrée au cimetière St Mary's, Kensal Green. Une semaine après la mort de sa compagne en 1882, James Tissot quitte seul Londres et n'y reviendra jamais. Sa maison londonienne est achetée par Lawrence Alma-Tadema

## Galerie

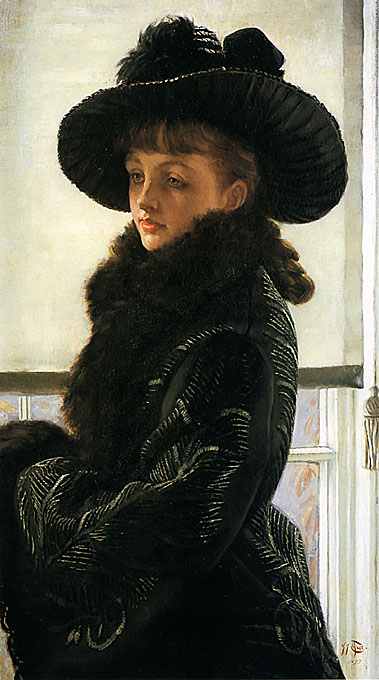
James Tissot - Mavourneen
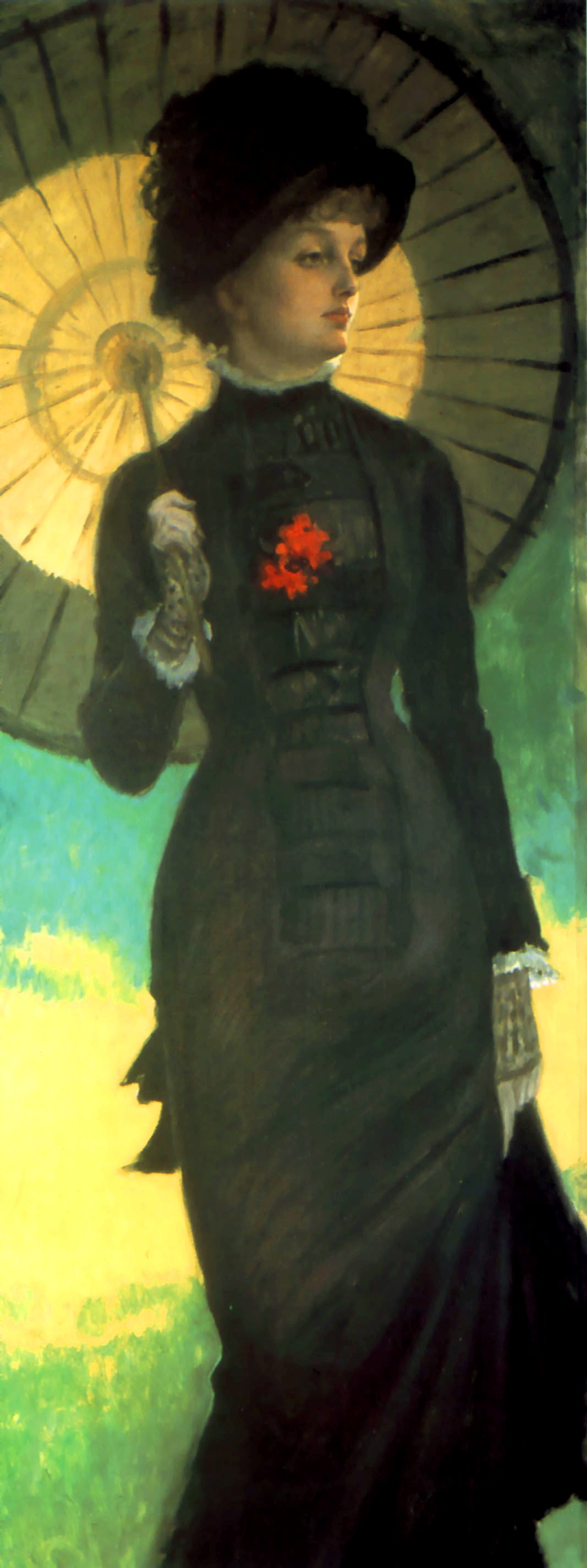
Mrs. Newton avec un Parasol
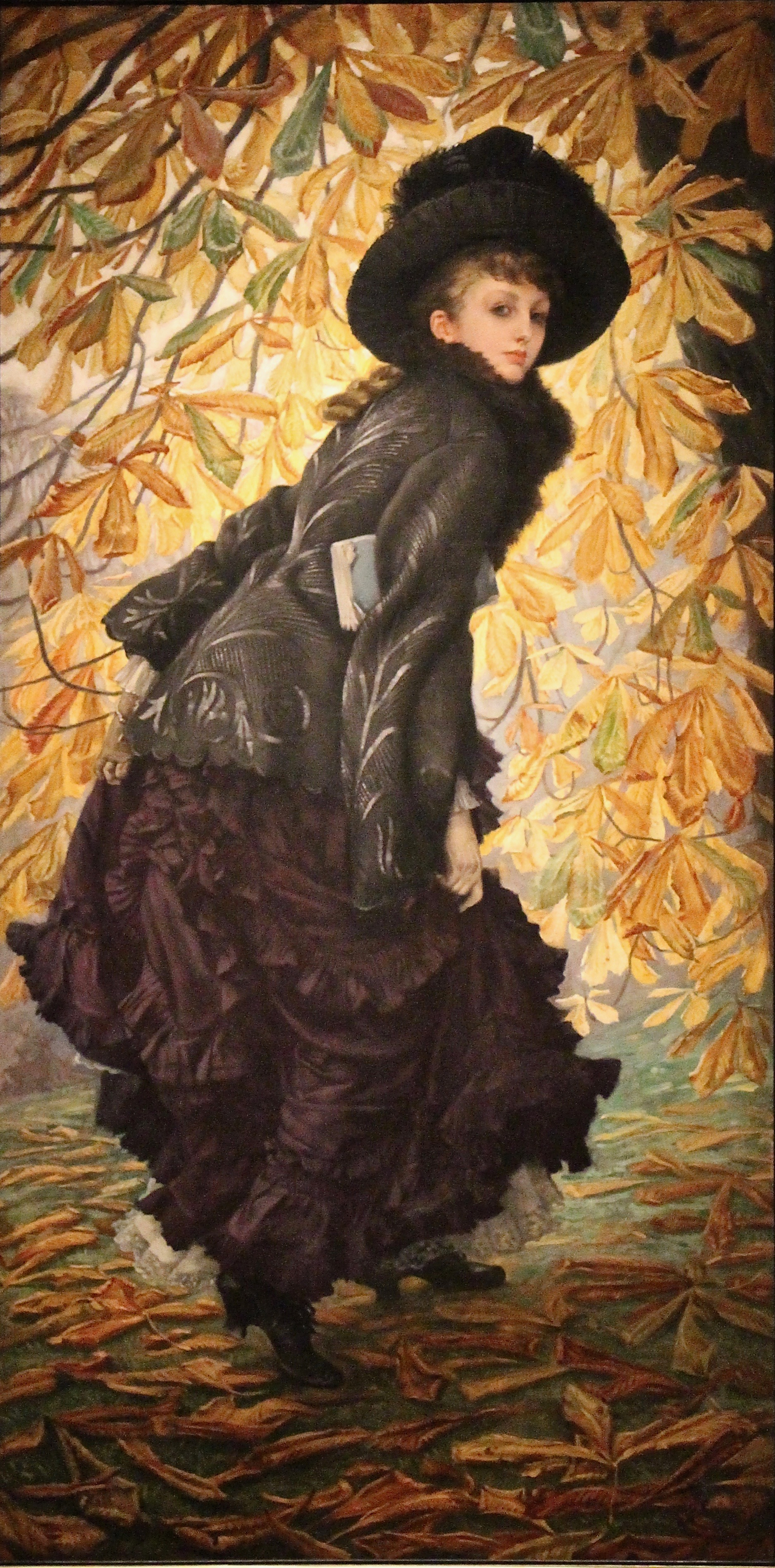
October
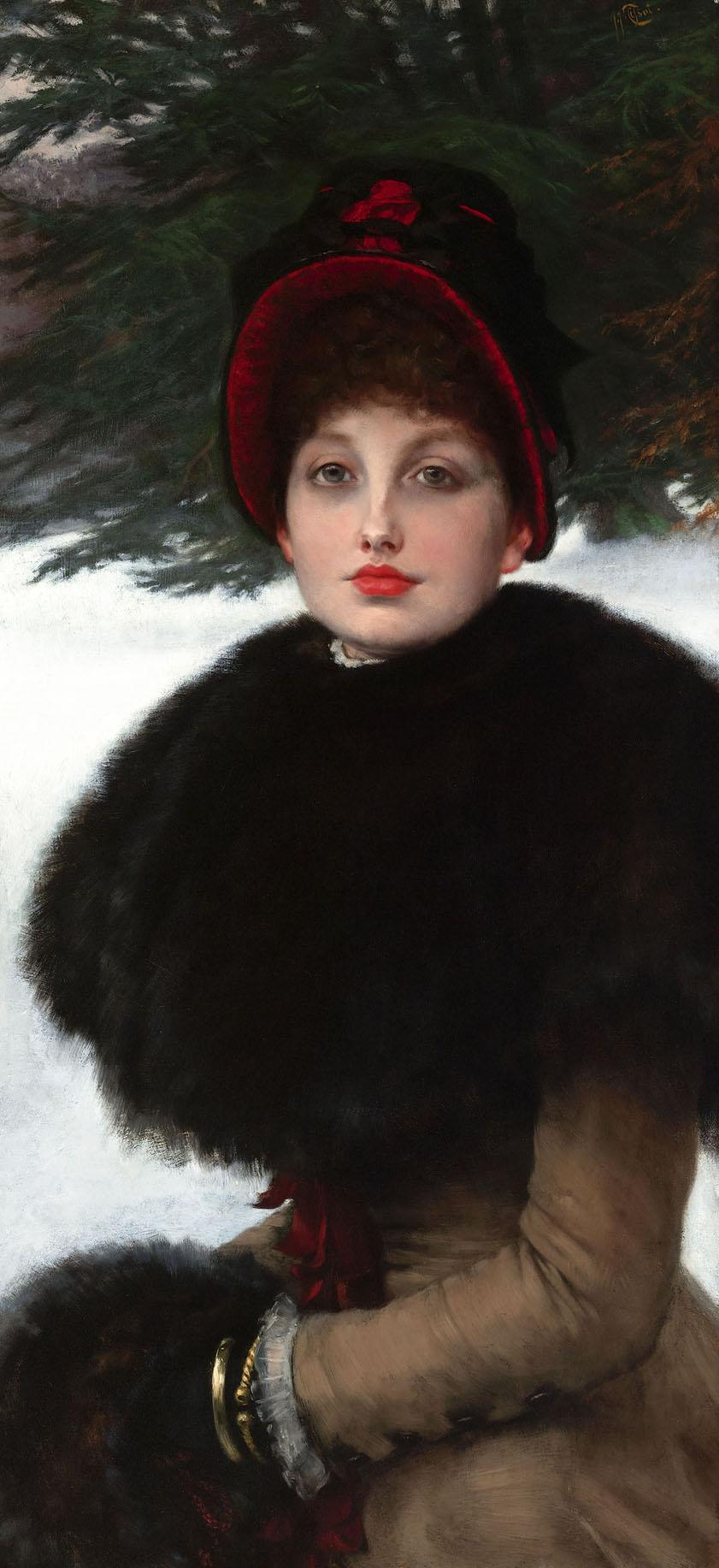
Promenade dans la neige
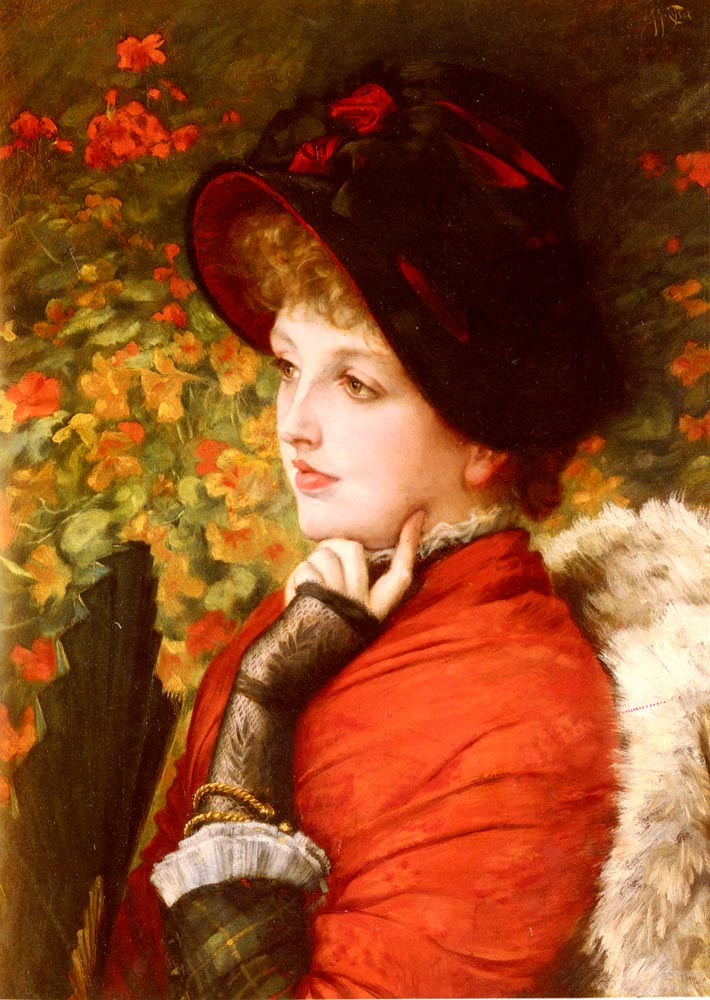
Tableau de James Tissot, A Type of Beauty.
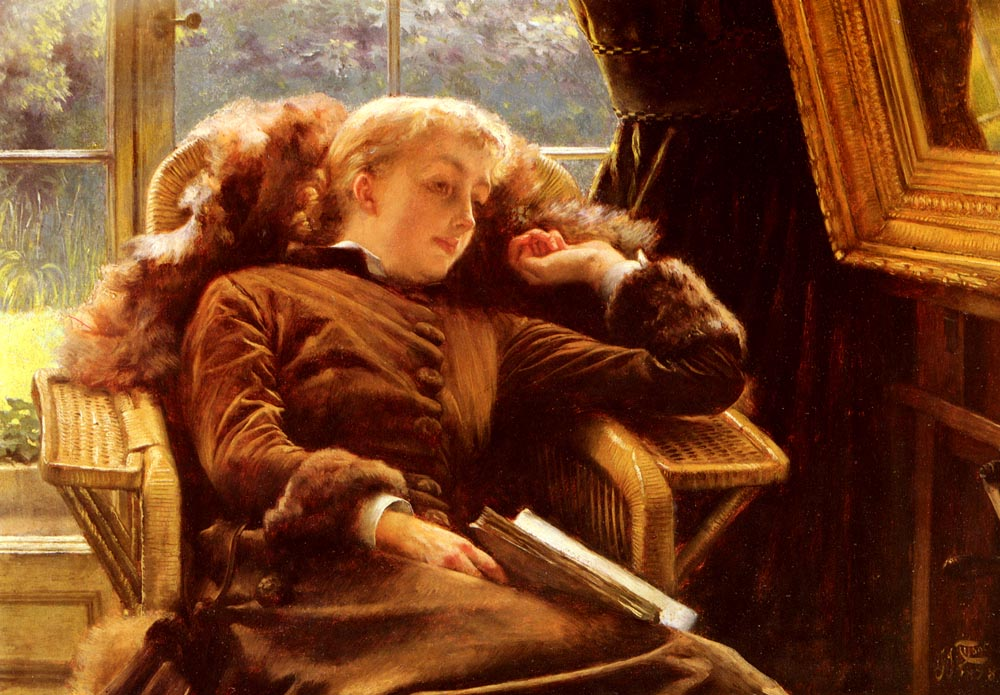
Kathleen Newton dans un fauteuil à bascule
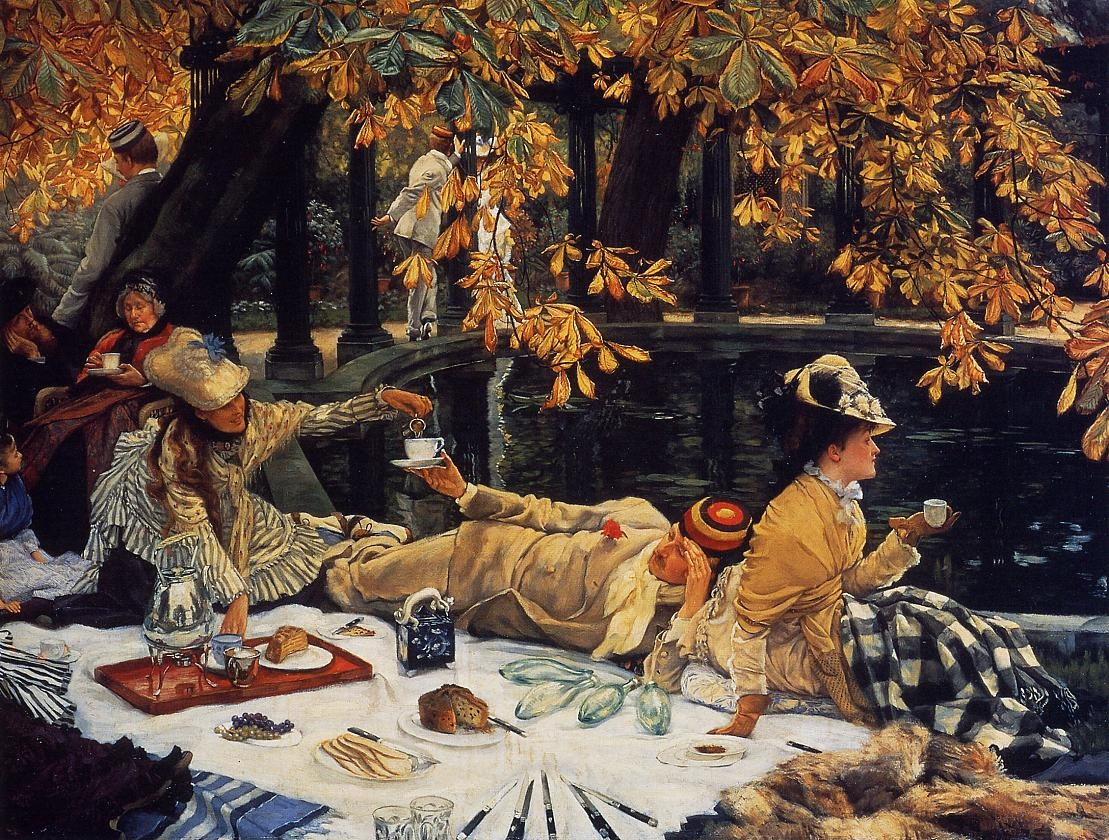
Holiday (à droite: Kathleen Newton)
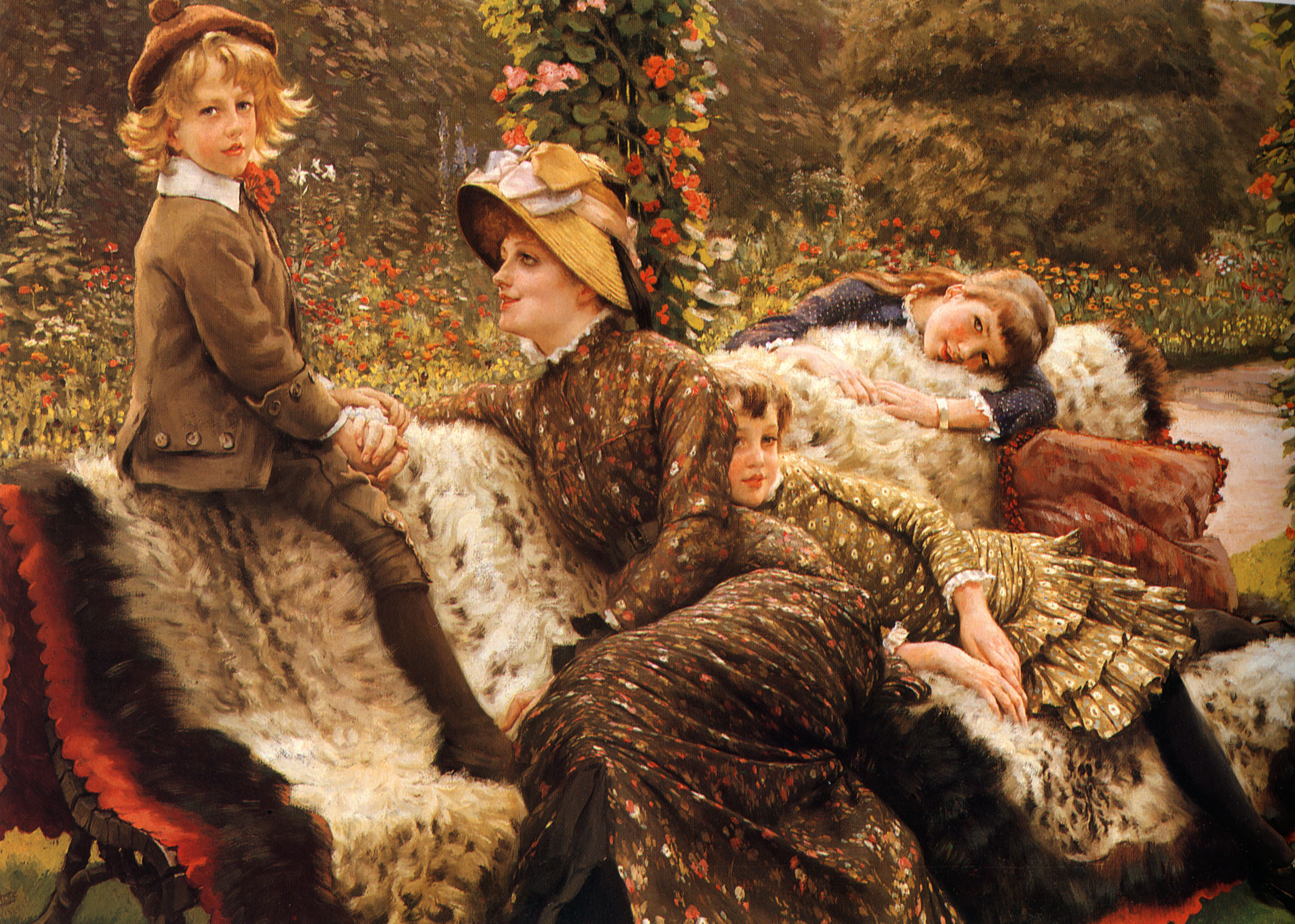
The Garden Bench
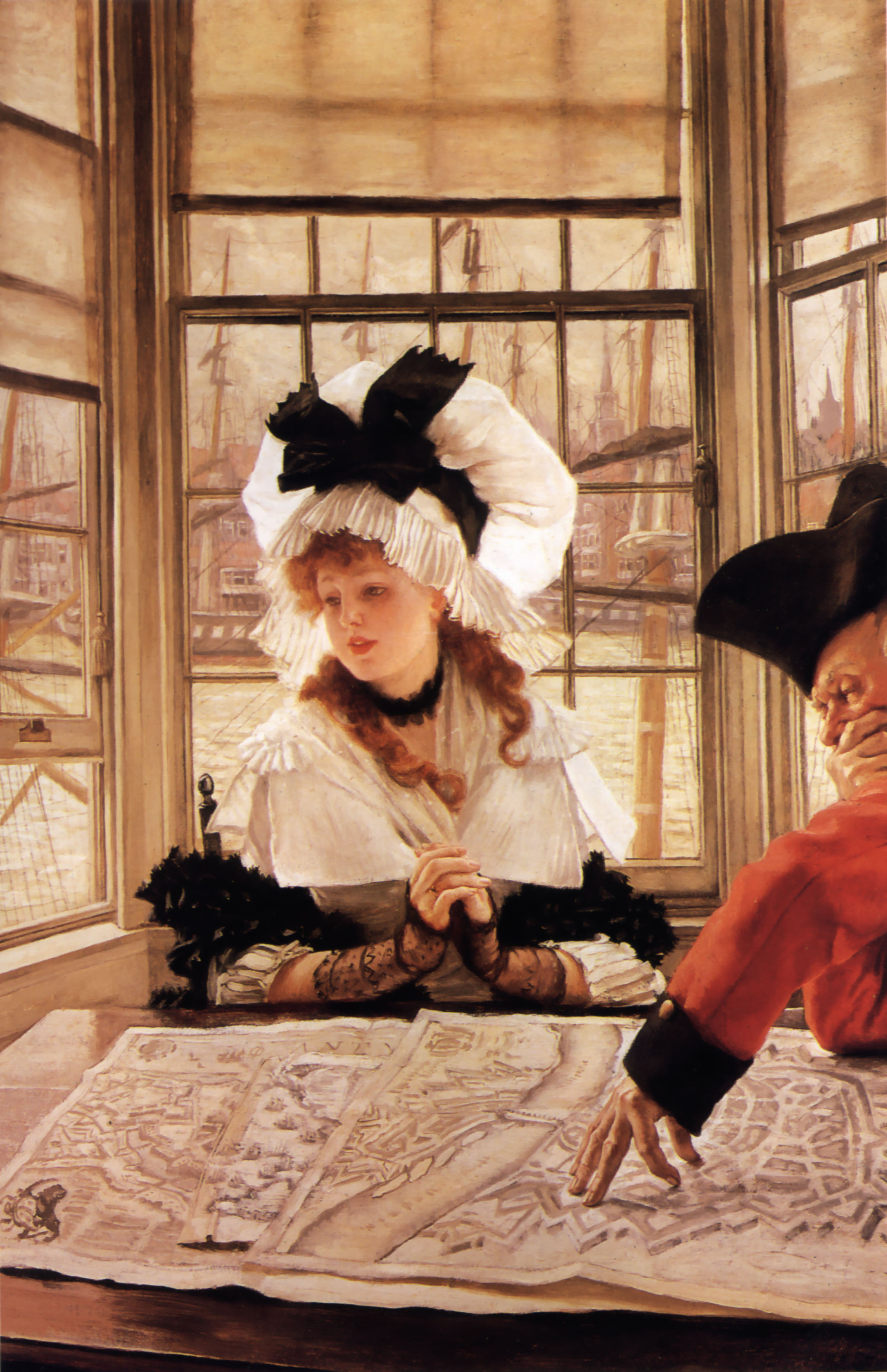
The Tedious Story